# Окинский хребет
Оки́нский хребе́т (бур. Ахын шэлэ) — горный хребет в системе Восточного Саяна на границе Бурятии и Иркутской области России. Является водоразделом рек Ия и Хойто-Ока (бассейн Ангары).
Высота хребта около 2500 м. Протяжённость — 100 км. Хребет сложен гнейсами, кристаллическими сланцами, гранитами. На склонах преобладает горная тайга, до высоты 1000—2000 м — преимущественно кедровая. Выше — горная тундра.